# Sr. Brasil
O Sr. Brasil foi um programa de televisão de música brasileira que foi exibido pela TV Cultura e também no SESC TV. Foi criado, dirigido e apresentado por Rolando Boldrin. Em 6 de julho de 2013 também passou a ser exibido pela TV Brasil durante os sábados, às 17h30.
O Sr. Brasil dá espaço para a cultura brasileira e sua diversidade, trazendo artistas consagrados e outros desconhecidos do grande público. O programa dá destaque para a cultura popular e tradicional brasileira. Em 9 de novembro de 2022, o apresentador do programa, Rolando Boldrin, faleceu, por isso, a produção de novas edições do programa foi encerrada.
Segundo Rolando Boldrin, que apresentava o programa:
| “ | A base do programa Sr. Brasil são os ritmos e temas regionais brasileiros. E vale tudo já escrito em prosa, verso e música - e até história a ser contada. O programa é vasto, aberto, receptivo. Ele só não se permite o que não seja genuinamente nacional. | ” |

No dia 20 de novembro de 2022, 11 dias após a morte de Rolando Boldrin, foi exibida a última edição do programa, homenageando a vida e a carreira do apresentador. 

Em 17 de junho de 2024, o programa voltou a ser exibido na TV Cultura, mas nas segundas-feiras á meia noite, como parte das comemorações dos 55 anos do relançamento do canal, em esquema de revezamento com o Viola, Minha Viola, reexibindo alguns episódios marcantes.